# Birkenshaw
Birkenshaw är en ort i distriktet Kirklees, i grevskapet West Yorkshire, i England. Birkenshaw var en civil parish från 1894 till 1937 då den blev en del av Gomersal. Denna civil parish hade 2 816 invånare år 1931. Birkenshaw var ett distrikt från 1894 till 1937 då den blev en del av Spenborough.